# مهرزاد خرادآذر
مهرزاد خرادآذر کاتب معاصر ومؤرخ وشاعر إيراني. له دواوين مطبوعة، كما عمل على تحقيق الآثار التارخیة والأدبية.